# 혼고 미츠루
혼고 미츠루(1959년 10월 12일 ~ )는 일본의 애니메이션 감독이다.

## 감독 작품
- 책벌레의 하극상
- 배틀 스피리츠 소년돌파 바신
- 침푸이
- 짱구는 못말려
- 왕부리 팅코
- 매일엄마
- 몬스터 헌터 스토리즈: 라이드 온
- 텐카이 나이트
- 월드 트리거